# Кольцо рыбака
Кольцо рыбака (лат. Anulus piscatoris, итал. Anello Piscatorio, также известно как папское кольцо, папский перстень и кольцо Святого Петра) — атрибут облачения римских пап, наряду с тиарой, является официальной частью регалий и инсигний, которые носит папа римский, который, согласно католической теологии, является главой Католической Церкви и преемником Святого Петра, который был рыбаком по профессии. Раньше на нём был изображен барельеф Петра, ловящего рыбу с лодки, символизм, происходящий от традиции, что апостолы были «ловцами человеков» (Марка. 1:17). Кольцо рыбака — это печатка, использовавшаяся до 1842 года для запечатывания официальных документов, подписанных Папой, а теперь вручается папам церемониально. По крайней мере со времен Средневековья у католиков существовала традиция при встрече с Папой выражать свою преданность, целуя кольцо.

## История
Письмо, написанное Папой Климентом IV своему племяннику в XIII веке, включает в себя самое раннее известное упоминание о кольце рыбака, которое использовалось для запечатывания личной переписки папы. Государственные документы, напротив, запечатывались путем проставления другой папской печати на свинце, который прикреплялся к документу. Такие документы исторически назывались папскими буллами, по названию свинцовой печати (буллы). К XV веку кольцо рыбака стало использоваться для скрепления папских бреве — официальных, но менее формальных документов. Эта практика прекратилась в 1842 году, когда сургуч был заменен штампом, на котором то же самое изображение было проставлено красными чернилами. Для апостольских посланий по-прежнему используются свинцовые печати.
Кольцо неоднократно терялось или было украдено. В письме 1588 года испанский посол в Риме граф Оливарес сообщал Филиппу II, что папский виночерпий украл кольцо рыбака у Сикста V. В 1797 году, после того как войска Наполеона заняли Рим, кольцо Пия VI на короткое время захватили французские солдаты под командованием генерала Бертье. На следующий день кольцо было возвращено Пию VI, хотя он и скончался в вынужденном изгнании в Валансе. Сообщается, что перед тем, как французы похитили Пия VII, Папа разбил кольцо на две части, которые хранились в Париже, пока Людовик XVIII не вернул их в Рим. Сообщается, что в 1899 году кольцо рыбака было утеряно, прежде чем один из слуг нашел его и вернул Льву XIII; однако после смерти Льва XIII в 1903 году кольцо не было найдено среди его вещей.
Давний обычай целования епископского перстня (т.е. перстня епископа, в том числе Папы), сопровождаемый преклонением колена или наклоном головы, прочно утвердился в Средние века. Частичное послабление, связанное с целованием кольца рыбака, было даровано Папой Пием X в начале XX века. Однако Павел VI отменил этот обычай, а также другие акты подчинения Папе, такие как целование его ноги и щеки. Обычай целовать кольцо сохранился, хотя Франциск (будучи архиепископом Буэнос-Айреса, а позднее Папой) обычно не одобрял его из-за того, что этот ритуал ассоциировался с клерикализмом и светской властью.

## Создание и дизайн
Традиционно, для вновь избранного Папы изготавливается новое кольцо, а дизайн включает изображение Святого Петра вместе с надписью имени Папы на латыни, например, Benedictus XVI для Бенедикта XVI. Прошлые римские папы использовали кольца с различным дизайном, отражающим их собственные вкусы. Богато украшенное кольцо Пия IX содержало более сотни бриллиантов; кольцо Иоанна XXIII представляло собой простую камею, а Иоанн Павел II использовал чеканное золото. Кольцо Бенедикта XVI было создано восемью мастерами под руководством Клаудио Франки, римского ювелира, и состояло из 35 граммов золота. Хотя кольцо рыбака традиционно изготавливается из золота, Франциск (понтификат 2013—2025 годы) выбрал кольцо из позолоченного серебра. Необычно то, что кольцо Франциска было основано на ранее разработанном кольце, созданном итальянским скульптором Энрико Манфрини (ум. 2004 году) для Павла VI.

## Представление и использование
Во время церемонии папской коронации или папской интронизации камерленго традиционно надевает кольцо на безымянный палец правой руки нового Папы. Бенедикт XVI попросил декана Коллегии кардиналов Анджело Содано передать ему кольцо, которое он затем надел на себя. Папа Франциск также получил от Содано своё кольцо во время своей интронизации. Во время интронизации Папы Льва XIV именно Луис Антонио Тагле, младший из кардиналов-епископов латинского обряда, надел перстень новоиспеченному Папе вместо декана Джованни Баттисты Ре.
Бенедикт XVI носил кольцо рыбака ежедневно, но другие современные папы, включая его преемника Франциска, носили его только во время определенных церемоний. Папа Павел VI обычно носил другое кольцо, которое было посвящено Второму Ватиканскому собору.

## Уничтожение
Исторически так сложилось, что после смерти Папы камерленго торжественно уничтожал кольцо (а также печать) молотком в присутствии коллегии кардиналов. Практика уничтожения перстня-печатки покойного папы возникла как способ предотвращения выдачи подложных документов во период sede vacante (междуцарствием между смертью одного папы и избранием другого).
Апостольская конституция Universi Dominici Gregis, регулирующая процедуры в период sede vacante, предписывает Коллегии кардиналов «организовать уничтожение кольца рыбака и свинцовой печати, с которой отправляются Апостольские послания» во время заседания Генеральной конгрегации кардиналов, но не устанавливает конкретного времени, когда должно произойти уничтожение. Однако ритуал обычно происходит во время заседания Генеральной конгрегации кардиналов, которое предшествует конклаву по избранию преемника.
Сломанное кольцо рыбака Пия IX является частью коллекции Алисы и Луи Кох из 2500 колец в Швейцарском национальном музее в Цюрихе.
После отречения Бенедикта XVI в 2013 году (первого папского отречения за более чем шестьсот лет) перстень-печатка Бенедикта XVI не был уничтожен, а вместо этого был испорчен нанесением двух глубоких надрезов в форме креста с помощью зубила. Кольцо и печати Папы Франциска были вырезаны зубилом мирянкой перед Коллегией кардиналов на их последней Генеральной конгрегации 6 мая 2025 года (как видно на видео, опубликованном Vatican News), после смерти и похорон Папы Франциска 21 апреля 2025 года.